# Podbonesec
Podbonesec (furlansko Pulfar, italijansko Pulfero) je občina v Videmski pokrajini v italijanski deželi Furlaniji - Julijski krajini, ki se nahaja okoli 60 km severozahodno od Trsta in okoli 20 km severovzhodno od Vidma, na meji s Slovenijo. Občina, ki se razteza na 48,3 km2, je imela 919 prebivalcev po podatkih na dan 30. junija 2017.  
Občina Podbonesec meji na naslednje občine: Fojda, Kobarid, Špeter Slovenov, Tavorjana, Sovodnje.

## Etnična sestava prebivalstva
Po popisu prebivalstva iz leta 1971 se je 84,6 % prebivalcev v občini Podbonesec opredelilo za Slovence.

### Naselja v občini
V okvir občine Podbonesec spadajo naslednje vasi in zaselki:
| - Arbeč (Erbezzo) - Bijače (Biacis) - Bizonti (Bizonta) - Brišča (Brischis) - Bročjana (Brocchiana) - Butera (Buttera) - Čarni Varh (Montefosca) - Čedarmaci (Cedarmas) - Dorboli (Dorbolò) - Domejža (Domenis) - Floram (Flormi) - Gorenja vas (Goregnavas) - Jalči (Ialig) - Jerebi (Ierep) - Juretiči (Iuretig) - Kamunjar (Comugnero) - Kau (Calla) - Klavora (Clavora) | - Klin (Clin) - Kranjcove (Cranzove) - Kras (Cras) - Kočjanci (Cocianzi) - Kolieša (Coliessa) - Lahove (Lacove) - Landar (Antro) - Laze (Lasiz) - Linder (Linder) - Log (Loch) - Malin (Molino) - Marsieli (Marseu) - Medvieži (Medves) - Nabardo (Bardo) - Obali (Oballa) - Oriehuje (Oriecuia) - Ošjak (Ossiach) - Pačejda (Paceida) - Pocera (Pozzera) - Parmici (Parmizi) | - Peruovca (Perovizza) - Podvaršč (Podvarschis) - Podbuniesac (Pulfero) - Podšpanjud (Spagnut) - Pokovac (Pocovaz) - Pulerji (Puller) - Skubini (Scubina) - Ščigla (Cicigolis) - Šošnja (Sosgne) - Špehuonja (Specognis) - Štonderi (Stonder) - Štupca (Stupizza) - Šturmi (Sturam) - Tuomac (Tumaz) - Tarčet (Tarcetta) - Uodnjak (Uodgnach) - Varh (Spignon) - Zapatok (Zapatocco) - Zejci (Zeiaz) - Žorži (Zorza) |

## Spomeniki in kulturne znamenitosi
- Grad Ahrensperg pri Bijači ob Nadiži
- Grad Landar (Antro) ob Nadiži
- Landarska jama ter Cerkev Sv. Ivana v Čele (Grotta di San Giovanni d'Antro)

## Osebnosti
- Giorgio Banchig (Jurij Bankič) (* 19.4.1947 Landar/Antro, Italija) slovenski manjšinski publicist Beneških Slovencev, kulturni delavec, bogoslovec, urednik SLOVIT-a in mesečnika Dom.